# 波密杜鹃
波密杜鹃（学名：Rhododendron pomense）为杜鹃花科杜鹃花属下的一个种。

## 扩展阅读
- 維基物種上的相關：波密杜鹃